# Golden Amur
Die Golden Amur sind ein ehemaliger russischer Eishockeyklub aus Chabarowsk, der in der Saison 2004/05 in der Asia League Ice Hockey spielte. 

## Geschichte
Die Golden Amur wurden im Sommer 2004 gegründet und dienten als Farmteam von Amur Chabarowsk aus der russischen Superliga. Die Mannschaft nahm in der Saison 2004/05 an der ein Jahr zuvor gegründeten Asia League Ice Hockey teil, in der sie den dritten Platz bei acht teilnehmenden Mannschaften belegte. In den anschließenden Playoffs unterlagen die Russen den Seibu Prince Rabbits in der ersten Runde mit einem Sweep in der Best-of-Five-Serie. Die ALIH wollte mit der Aufnahme eines russischen Clubs den Sprung nach Russland schaffen, während für Chabarowsk die Möglichkeit bestand, Spieler aus einer qualitativ guten Liga zu rekrutieren. Aufgrund finanzieller Probleme mussten die Golden Amur nach nur einer Spielzeit den Spielbetrieb wieder einstellen.

## Bekannte Spieler
- Juri Kokscharow
- Artemi Lakisa